# Glória (művészet)

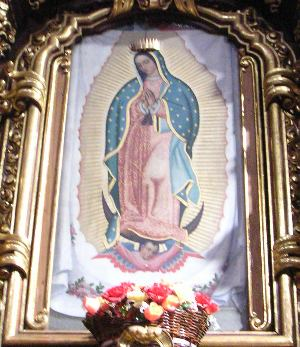
Szűz Mária alakját gyakran övezi dicsfény, mint a Guadalupei Miasszonyunk ezen képén.

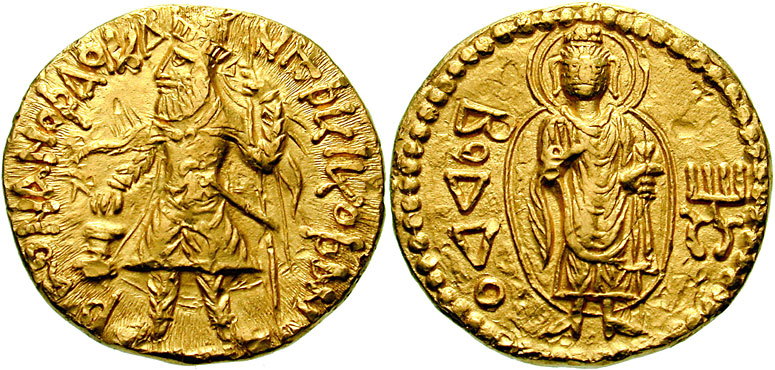
Buddha testét aureola övezi Kaniska kusán uralkodó pénzérméjén a 2. században (jobbra)

A glória vagy dicsfény fénytünemény az isteni vagy Isten által kiválasztott személyek kiemelésére, amelyet az ikonográfiában és a keresztény festőművészet egy jelentős szakaszában leggyakrabban a fej körüli aranyszínű vagy ragyogó sárga koronggal ábrázoltak. Négyszögletes is lehetett, ez azt jelzi, hogy az ábrázolt személy életben volt a kép készültekor.
A Biblia gyakran azonosítja Jézust a fénnyel, amelynek megteremtése az Isten első tetteinek egyike volt.

## Nevek
A gloria, gloriola latinul dicsőséget jelent. Amikor a dicsfény a fej körüli korongként jelenik meg, nimbusznak is nevezik (latin nimbus, azaz „felhő” – ez esetben világító felhő).
Az egész testet körülvevő dicsfény az aureola (latin „aranyos”). A legkorábbi keresztény művészetben csak Jézust, illetve ha ábrázolták, az Atyát és a Szentlelket illette, de később kiterjesztették Szűz Mária ábrázolásaira és a szentekre is. Az aureola általában ellipszis alakú, de lehet kör is vagy négyszögletű.

## Története
A keresztény művészetben az 5. században jelent meg először a nimbusz, de a nem keresztény művészetben akkor már évszázadok óta alkalmazták. Gyakran ábrázolták dicsfénnyel a Perzsa Birodalom királyait és isteneit. Megjelenik Kaniska, Huvishka és Vasudeva kusán uralkodók ábrázolásain, és az 1. századtól a buddhista művészet buddha-ábrázolásain. Használata az ókorban nyomon követhető Egyiptomtól a görögökig és a rómaiakig.
A katolikus enciklopédia alapján „minden szent megfigyelhető legismertebb közös jellegzetessége a nimbusz (felhő), a szentek feje körül látható, fényes, meghatározható alakzat. Eredete a keresztény kor előtti időkre nyúlik vissza, s megtalálható a pogány ihletésű hellenisztikus művészetben; a mozaikképek és a pénzérmék tanúsága szerint dicsfénnyel ábrázolták a félisteneket és olyan istenségeket, mint Neptunus, Jupiter, Bakkhosz és különösen Apollón (a napisten)” .
A Britannica Hungarica írja, hogy „a hellenisztikus és a római művészetben Héliosz napisten és a római császárok gyakran jelennek meg sugárkoronával. Pogány eredete miatt ezt a formát kerülte az ókeresztény művészet, de a keresztény császárok hivatalos ábrázolásain egyszerű, kör alakú nimbuszt használtak. A 4. század közepétől Krisztust szintén ezzel a császári jellegzetességgel mutatták be . . . csak a VI. században vált megszokottá a glória Szűz Mária és a többi szent képein” .
A dicsfény kerek formája ötvözi a korona ábrázolását azzal a gondolattal, hogy egy magasabb rendű lény fényt bocsáthat ki magából. Az asszír szövegek gyakran utalnak arra, hogy a királyt – mint isteni eredetű személyt – természetfölötti és félelmet keltő sugárzás, illetve fénykör veszi körül. Több szóval is illették ezt, a leggyakoribb a presumer eredetű melammú (kb. „félelmet keltő ragyogás”). A királyi fénysugarat a zoroasztrianizmus és a szászánida szövegeke hvarenának nevezték.
A korai németalföldi festők már szívesen elhagyták a dicsfényt, Dürernél alig látható, a reneszánsz és barokk mestereknél (Correggio, Caravaggio) sejtelmes sugárzás látható a szentek feje körül. A mandorla (olasz „mandula”) az egész alakot körbevevő fényjelenség.